# 渝利铁路
渝利铁路是中国一条的连接重庆市与湖北省利川市的高速铁路，是中国“中长期铁路网规划”中“四纵四横”快速客运通道中沪汉蓉快速客运通道的组成部分，一条以客运为主、兼顾货运的国铁I级电气化铁路干线。于2008年12月29日开工，建设总工期4年，于2013年12月28日建成通車。

## 概况
渝利铁路西起重庆市渝北区重庆北站，向东经由渝北区、长寿区、涪陵区、丰都县、石柱土家族自治县，接湖北省利川市凉雾站，与宜万铁路接轨至利川站。线路全长259.5公里，桥隧比达80%，设计标准为国铁I级干线，全线为双线电力牵引，设计时速为每小时200公里。总投资额为261.8亿元，全线设车站十座。

## 背景
在早期《中长期铁路网规划》中，沪汉蓉铁路重庆至湖北段由重庆北站经渝怀铁路共轨至涪陵，涪陵至湖北利川新建双线铁路接宜万铁路，涪陵至利川这段铁路称为利涪铁路。利涪铁路全长约190公里，设计时速160公里，单线电气化铁路，预留复线条件。
2006年2月15日-17日，铁道部在重庆组织了沪汉蓉铁路重庆至利川线可行性研究审查，将涪利铁路调整为渝利铁路，方案由原来的重庆涪陵至湖北利川，改为重庆江北至利川，其设计时速160公里提高至200公里，并由单线铁路改为复线铁路。以铁道部、重庆市合资的方式建设，铁道部按项目资本金70％出资，重庆市按30％出资。

## 工程历史
- 2008年12月29日，渝利铁路开工建设。[5]
- 2009年1月19日，渝利铁路丰都段开工建设。[6]
- 2010年4月9日，渝利铁路首座隧道——麻号沟隧道顺利贯通。[7]
- 2010年11月2日，渝利铁路重要节点工程——“金庄一号”桥在重庆市长寿区开始架梁，标志着渝利铁路正式进入桥梁铺架阶段。[8]
- 2010年11月25日，渝利铁路道黄草山隧道提前了128天顺利贯通。[9]
- 2010年12月24日，渝利铁路余家隧道胜利贯通。[10]
- 2011年1月5日，渝利铁路龙溪河特大桥已完成基础施工，进入主跨施工阶段。[11]
- 2011年6月4日，渝利铁路都亭山双线隧道进口、一号斜井和二号斜井累计成洞突破7000米大关。[12]
- 2011年6月25日，渝利铁路李子坝双线隧道、都亭山隧道出口和2#斜井提前顺利贯通。[13]
- 2011年6月26日，渝利铁路韩家沱大桥提前半年多合龙。[14]
- 2011年6月，渝利铁路龙溪河特大桥连续刚构主跨成功合龙，标志着该桥主体工程基本完工，也是渝利铁路第一个合龙的百米以上的悬灌梁。[15]
- 2011年7月，渝利铁路长寿段完成路基工程。[16]渝利铁路蔡家沟特大桥完成下部施工。[17]
- 2011年8月18日，渝利铁路最长的双线单洞铁路隧道、渝利铁路第一长隧万寿山隧道提前112天贯通。[18]
- 2011年9月，渝利铁路南白洞隧道斜井与进口顺利贯通。[19]
- 2011年9月29日，渝利铁路沙子关隧道进口段顺利贯通。[20]
- 2011年10月10日，渝利铁路涪陵境内铁路施工中铁十一局涪陵段隧道掘进完成3686米，完成所有掘进计划。[21]
- 2011年10月20日，渝利铁路大寨坪双线隧道提前了5天顺利贯通。[22]
- 2011年10月21日，渝利铁路向家坝隧道顺利贯通。[23]
- 2011年10月27日，渝利铁路王家沟牵引站供电电源工程开工奠基。[24]
- 2012年1月10日，渝利铁路磨玉堡隧道左线顺利贯通。[25]
- 2012年6月6日，渝利铁路开始由利川方向开始铺轨架线。[26]
- 2013年10月11日，渝利铁路开始联调测试。
- 2013年12月28日，全線通車。

## 事故
- 2015年6月18日，受涪陵地区持续特大暴雨影响，渝利铁路丰都至石柱县间发生隧道涌水，导致线路中断，87趟列车停运，8趟列车迂回运行[27]。
- 2020年由于武汉及湖北省内爆发新型冠状病毒疫情，自1月24日起，渝利铁路湖北省内利川站停运，除经批准的抗疫人员之外停止售票及旅客乘降。